# 情報旅団 (フランス陸軍)
情報旅団（じょうほうりょだん、Brigade de renseignement：BR）は、フランス陸軍の旅団のひとつ。
BTAC隷下の通信旅団で司令部をモゼル県のモンティニー＝レ＝メスに置く。旅団は約4,200名の隊員で構成される。
陸軍の情報活動を担当していたが、2016年7月1日をもって情報コマンドに改編された。

## 沿革
- 1993年9月1日 - 情報旅団が創設される。
- 2016年7月1日 - 情報コマンドに改編される。

## 編制
- ムツィヒ駐屯地（バ＝ラン県ムツィヒ）
  - 第44通信連隊
- アグノー駐屯地（バ＝ラン県アグノー）
  - 第54通信連隊
  - 第28地理部隊
- ショーモン・セムティエ駐屯地（オート＝マルヌ県ショーモン）
  - 第61砲兵連隊
- スールドン駐屯地（セーヌ＝エ＝マルヌ県Sourdun）
  - 第2驃騎兵連隊
- ブルシェー駐屯地(Base aérienne de Phalsbourg-Bourscheid)（モゼル県）
  - 航空情報グループ
- モンティニー＝レ＝メス駐屯地（モゼル県モンティニー＝レ＝メス）
  - 情報編集グループ（ヒューミント部隊）